# Fülesd
Fülesd is een plaats (község) en gemeente in het Hongaarse comitaat Szabolcs-Szatmár-Bereg. Fülesd telt 492 inwoners (2001).